# Koji Gushiken
Koji Gushiken (具志堅 幸司, Gushiken Koji) (Osaka, Japó 12 de novembre 1956) és un gimnasta artístic japonès, ja retirat, guanyador de cinc medalles olímpiques. Actualment exerceix d'entrenador.
Va participar, als 27 anys, als Jocs Olímpics d'Estiu de 1984 realitzats a Los Angeles (Estats Units), on va aconseguir guanyar la medalla d'or en el concurs complet (individual) i anelles, aquesta última prova compartint podi amb Li Ning; la medalla de plata en la prova de salt sobre cavall, compartint metall amb el nord-americà Mitchell Gaylord, el xinès Ning i el seu compatriota Shinji Morisue; i la medalla de bronze en el concurs complet (per equips) i barra fixa. En aquests mateixos Jocs finalitzà cinquè en la prova de barres paral·leles i vuitè en la prova d'exercici de terra, aconseguint sengles diplomes olímpics.
Al llarg de la seva carrera aconseguí guanyar deu medalles al Campionat del Món de gimnàstica artística, entre elles dues medalles d'or.